# هاوزن (وید)
هاوزن (به آلمانی: Hausen) یک شهر در آلمان است که در Neuwied واقع شده‌است. هاوزن ۱٬۹۲۹ نفر جمعیت دارد.